# Kostel svatého Filipa a Jakuba (Šumavské Hoštice)
Kostel svatého Filipa a Jakuba v Šumavských Hošticích je kulturní památka České republiky a farní kostel římskokatolické farnosti Šumavské Hoštice. Součástí této kulturní památky je též stará část ohradní zdí, márnice a dvě brány. Novodobá část ohradní zdi není předmětem památkové ochrany.

## Dějiny
První písemná zmínka o kostele v Šumavských Hošticích pochází z roku 1360. V roce 1654 kostel vyhořel. V roce 1748 byl stavitelem Františkem Jakubem Fortinem postaven kostel nový, a to podle plánů Antona Erharda Martinelliho. Hrotitý profilovaný raně gotický portál (pocházející ze 14. století) ze starého kostela byl osazen ve východním průčelí márnice. Z původního gotického kostela též pochází kamenný svatostánek (sanktuář), který je osazen v sakristii. Zařízení kostela pochází z 1. poloviny 18. století. 